# Kurikkalampi
Kurikkalampi är en sjö i kommunen Kuusamo i landskapet Norra Österbotten i Finland. Arean är 12 hektar och strandlinjen är 1,62 kilometer lång.  Den  ingår i Koundaälvens huvudavrinningsområde.  Sjön ligger omkring 220 kilometer nordöst om Uleåborg och omkring 690 kilometer norr om Helsingfors. 
I sjön finns ön Pajusaari. 